# Playa de los Peligros
La playa de los Peligros está situada en el municipio de Santander, en la comunidad autónoma de Cantabria (España). A este arenal se accede por el promontorio de San Martín, cerca del centro de la ciudad, dominado por la imponente figura del Palacio de Festivales.
Junto al Museo Marítimo y al Oceanográfico, la playa de los Peligros está unida a los arenales de la Magdalena y los Bikinis.
Posee 200 metros de longitud y unos 70 m de anchura media. Debido al fácil aparcamiento, a la pasarela de madera que bordea y une los tres arenales interiores y, a su privilegiada orientación se ha creado un bonito paseo de casi 1500 metros a pie de playa.

## La playa
El nombre de la playa no tiene nada que ver con la peligrosidad de la misma para el baño, pues al ser un arenal que se encuentra dentro de la bahía de Santander sus aguas son muy tranquilas y carecen de oleaje. Así, aunque hay varias versiones sobre el origen del nombre, la más aceptada es que tenga que ver con el peligro que suponía a mediados del siglo XX acceder a la playa, ya que se encuentra en un desnivel importante respecto del paseo de la Reina Victoria y hasta que no se construyó su acceso desde San Martín se consideraba un peligro acceder a la playa por los acantilados.

## Datos técnicos
- Acceso: promontorio de San Martín.
- Longitud: 200 metros.
- Características: arena dorada y fina. La playa tiene una pendiente profunda y un desnivel suave.
- Servicios: vigilancia, ducha-lavapiés, papeleras, recogida de residuos, fuente y acceso para minusválidos.
- Observaciones: fácil aparcamiento.